# Bronisława Horowitz-Karakulska
Bronisława Horowitz-Karakulska, także Niusia Horowitz (ur. 22 kwietnia 1932 w Krakowie) – ocalona z Holocaustu przez Oskara Schindlera, siostra Ryszarda Horowitza.

## Życiorys
Urodziła się w Krakowie w średniozamożnej rodzinie żydowskiej, jako córka Dawida i Reginy Horowitzów. Jej ojciec pracował jako księgowy w firmie handlowej, a matka była modystką. Początek II wojny światowej spędziła wraz z rodziną w Bochni. Od marca 1941 przebywała w krakowskim getcie; początkowo mieszkała przy ulicy Limanowskiego, a następnie przy Rynku Podgórskim. Po likwidacji getta w marcu 1943 trafiła do obozu w Płaszowie, gdzie pracowała w wytwórni szczotek. Następnie została zatrudniona przez Oskara Schindlera w Fabryce Wyrobów Metalowych i Naczyń Emaliowanych na krakowskim Zabłociu. Podczas jego 36. urodzin, w imieniu pracowników wręczyła mu zrobiony z chleba tort urodzinowy, za co ją pocałował. Za ten czyn trafiła do aresztu. W październiku 1944 trafiła przez niemiecki obóz koncentracyjny Auschwitz do Brunnlitz na Morawach, gdzie wraz z innymi zatrudnionymi w fabryce doczekała wyzwolenia w maju 1945.
Po zakończeniu wojny wróciła do Krakowa, gdzie mieszka. Została dyplomowaną kosmetyczką. W latach 1992−1993 należała do grona konsultantów przy filmie Lista Schindlera w reżyserii Stevena Spielberga, od tego czasu propaguje pamięć o postawie Schindlera. Jest współautorką wystawy poświęconej jemu oraz Żydom, których ocalił.

## Życie prywatne
W 1955 roku wyszła za mąż za lekarza medycyny Tadeusza Karkulskiego, w następnym roku urodziła córkę Magdalenę. Ma dwóch wnuków i dwóch prawnuków.

## Odznaczenia i nagrody
- Krzyż Zasługi na Wstędze Orderu Zasługi Republiki Federalnej Niemiec (2019)[5]
- Nagroda im. Kazimiery Bujwidowej (2024)[6]